# 謝爾蓋·古科夫
謝爾蓋·根纳季耶维奇·古科夫（俄语：Сергей Геннадьевич Гуков，1977年4月—）是數學和理論物理學教授。古科夫畢業於莫斯科物理技術學院，隨後在愛德華·維騰的指導下獲得普林斯頓大學物理學博士學位。
他曾獲哈佛大學克雷數學研究所長期獎（2001年—2006年），2007年至2008年間曾任普林斯頓高等研究院數學系成員。2007年起，他擔任加州理工學院數學與理論物理學教授。2010年起，古科夫獲選為馬克斯·普朗克學會在波昂馬克斯·普朗克數學研究所的外部科學成員。
2022年，古科夫被任命為都柏林高等研究院理論物理學院的高級教授。在那裡，他組織了一系列重要會議，包括棘手數學問題的計算機科學會議 （页面存档备份，存于），以及世界上歷史最悠久的兩所高等研究院——普林斯頓高等研究院和都柏林高等研究院之間的首次聯合會議「The Amplituhedron at 10 （页面存档备份，存于）」的主要組織者。
古科夫是美國數學學會（AIM）科學委員會成員和量子數學中心（QM）國際顧問委員會成員。他也曾在許多其他科學委員會和諮詢委員會任職。他是《數學物理學通訊》（Communications in Mathematical Physics）、《結理論及其影響》（Journal of Knot Theory and Its Ramifications）和《數學物理學通訊》（Letters in Mathematical Physics）雜誌的編輯。
2010年，古科夫與阿蘭·科納一起受邀在日本數學會唯一指定的系列講座——第八屆高木講座上發表演講。2019年，古科夫應邀在耶魯大學舉辦惠特摩講座。
以古科夫-瓦法-維騰超勢能、古科夫-維騰表面算子和古科夫-佩-普特羅夫-瓦法（GPPV）不變性著稱。近年來，他與鮑里斯·費金、中島啟和其他數學家合作，探索拓撲學和量子場論中的隱藏代數結構。

## 外部連結
- https://www.ias.edu/scholars/sergei-gukov （页面存档备份，存于）
- Faculty page at Caltech （页面存档备份，存于）
- Clay Mathematics Institute （页面存档备份，存于）
- Interview at MIPT (in Russian)